# ريكس تيلرسون
ريكس واين تيلرسون (بالإنجليزية: Rex Tillerson) مهندس مدني أمريكي ومسؤول سابق في مجال الطاقة وهو وزير الخارجية الأمريكي السابق في الفترة من 1 فبراير 2017 وحتى 31 مارس 2018 حيث أعلن الرئيس الأمريكي دونالد ترامب عن إقالته من منصبه، وعن نيته ترشيح مدير وكالة المخابرات المركزية مايك بومبيو خلفاً له كوزير للخارجية. انضم تيلرسون إلى إكسون في عام 1975، وترقى ليعمل كرئيس ومدير تنفيذي لشركة إكسون موبيل من 2006 إلى 2016.
بدأ تيلرسون حياته المهنية كمهندس وحصل على درجة البكالوريوس في الهندسة المدنية من جامعة تكساس في أوستن. وبحلول عام 1989 أصبح المدير العام لقسم الإنتاج المركزي في إكسون يو إس أيه. وفي عام 1995، أصبح رئيسا لشركة إكسون اليمن وشركة إسو للتنقيب والإنتاج. تم انتخاب تيلرسون في عام 2006 رئيسا ومديرا تنفيذيا لشركة إكسون، سادس أكبر شركة في العالم من حيث الإيرادات. تقاعد تيلرسون من إكسون اعتبارا من 1 يناير 2017. وهو عضو في الأكاديمية الوطنية للهندسة.
تيلرسون هو متطوع قديم مع الكشافة الأمريكية وحصل على رتبة النسر الكشفية. وكان الرئيس الوطني لفتية الكشافة من 2010 إلى 2012، أعلى منصب غير تنفيذي. وهو مساهم قديم في الحملات الجمهورية، لكنه لم يتبرع لحملة دونالد ترامب الرئاسية. أقام تيلرسون صفقات تجارية نيابة عن إكسون مع الرئيس الروسي فلاديمير بوتين في عام 2014، وعارض العقوبات المفروضة على روسيا. وكان سابقا مدير شركة النفط المشتركة بين الولايات المتحدة وروسيا اكسون نفطغاز.

## نظرة عامة
في 13 ديسمبر 2016، أعلن الرئيس المنتخب دونالد ترامب الذي تيلرسون سيكون مرشحه لوزارة الخارجية. ساهم منذ فترة طويلة لحملات الجمهوريين. له علاقات تجارية وثيقة مع الرئيس الروسي فلاديمير بوتين وقد ولدت جدلا واسعا داخل أمريكا، لا سيما في ضوء الكشف عن التعاملات التجارية لبوتين في صحف بنما. في عام 2014 عارض تيلرسون بشدة فرض العقوبات الأمريكية ضد روسيا. حيث كان سابقا مدير شركة نفط اميركية-روسية مشتركة إكسون نفطغاز. في يناير 2017، تم الكشف عن أنه في حين كان تيلرسون أحد كبار المسؤولين التنفيذيين في شركة إكسون موبيل، وهي مشروع مشترك الأوروبي اجرت تعاملات تجارية مع إيران وسوريا، والسودان عندما كانت تلك الدول تحت العقوبات الأمريكية.
بدأت تيلرسون حياته المهنية كمهندس حاصل على درجة البكالوريوس في الهندسة المدنية من جامعة تكساس في أوستن. انضم تيلرسون إلى إكسون في عام 1975، وبحلول عام 1989 أصبح المدير العام لقسم الإنتاج المركزي للشركة في الولايات المتحدة. في عام 1995 أصبح رئيسا لشركة إكسون اليمن وشركة إسو للاستكشاف والإنتاج خورات شركة في عام 2006، انتخب تيلرسون رئيس مجلس الإدارة والرئيس التنفيذي لشركة إكسون، سادس أكبر شركة في العالم من حيث الإيرادات. تيلرسون تقاعد من شركة إكسون في 31 ديسمبر 2016، وخلفه دارين وودز. وهو عضو في الأكاديمية الوطنية للهندسة.

## بداية حياته
ولد تيلرسون في 23 مارس 1952، في ويتشيتا فولز بولاية تكساس، ابن باتي سو (ني باتون) وبوبي جو تيلرسون. نشط في الكشافة الأمريكية ردحا من عمره، وقال انه حصل على رتبة النسر الكشفية في عام 1965.

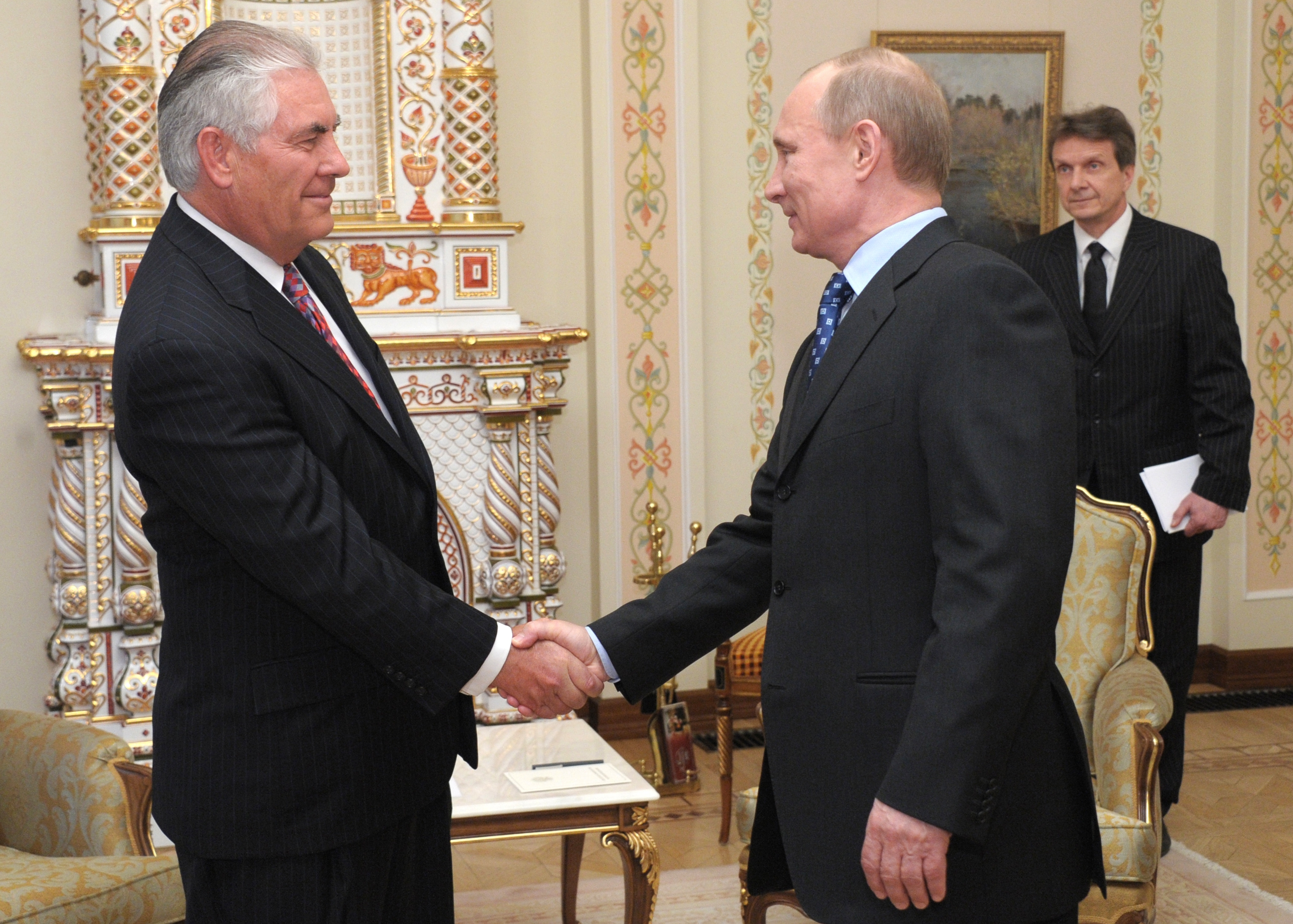
تيلرسون مع الرئيس الروسي فلاديمير بوتين، في الكرملين، 2012 أثناء تقليده وسام الصداقة الروسي

تلقى تيلرسون على درجة البكالوريوس في الهندسة المدنية من جامعة تكساس في أوستن في عام 1975. خلال الفترة التي قضاها بجامعة تكساس في أوستن، انخرط في نادي تيجاس، وفرقة قرون طويلة، والأخوية الجامعية «فاي ألفا أوميغا». نال لقب الهندسة العليا المتميزة عام 2006.

## روابط خارجية
- ريكس تيلرسون على موقع IMDb (الإنجليزية)
- ريكس تيلرسون على موقع الموسوعة البريطانية (الإنجليزية)
- ريكس تيلرسون على موقع مونزينجر (الألمانية)
- ريكس تيلرسون على موقع إن إن دي بي (الإنجليزية)
- ريكس تيلرسون على موقع قاعدة بيانات الفيلم (الإنجليزية)
- ريكس تيلرسون على موقع كينوبويسك (الروسية)